# Rashad Madden
Rashad Madden (ur. 23 maja 1992 w Lepanto) – amerykański koszykarz, występujący na pozycji obrońcy, aktualnie zawodnik Hapoelu Ramat Gan.
28 lipca 2015 roku został zawodnikiem zespołu Śląska Wrocław. Klub zwolnił go 15 grudnia.
W 2011 roku zdobył mistrzostwo kraju ligi AAU (Amateur Athletic Union) z zespołem Arkansas Wings.